# Sant Martí de Roma
Sant Martí de Roma era una ermita del poble de Jou, en el terme municipal de la Guingueta d'Àneu, a la comarca del Pallars Sobirà. Pertany al territori de l'antic terme de Jou.
Està situada a 